# Федотова Марія Іванівна
Марія Іванівна Федотова (15 серпня 1915 — 9 жовтня 1980) — доярка радгоспу «Перемога Жовтня» (Панінський район, Воронезька область), Герой Соціалістичної Праці.

## Біографія
Народилася 15 серпня 1910 року в селі Великий Мартин (нині Панінського району Воронезької області).
З 1927 року працювала буряківницею радгоспу «Жовтневий», потім — різноробочою на кінному заводі № 44. Перед Другою світовою війною працювала на заводі імені Комінтерну у Воронежі. До 1942 року працювала на млині в рідному радгоспі. У 1942-1945 роках — телятниця радгоспу № 44 (Панінський район, Воронезька область). У 1945-1970 роках — доярка радгоспу «Перемога Жовтня» Панінського району . За час роботи дояркою надоїла 1 678 318 кг молока.
За досягнуті успіхи у розвитку тваринництва та збільшення виробництва молока Федотовій Марії Іванівні Указом Президії Верховної Ради СРСР від 22 березня 1966 року присвоєно звання Героя Соціалістичної Праці з врученням ордена Леніна і золотої медалі «Серп і Молот»
Померла 9 жовтня 1980 року. Похована в рідному селі.